# Regimiento de Infantería 36 (Bolivia)
El Regimiento de Infantería 36 «Santos Pariamo» es un unidad militar perteneciente al Ejército de Bolivia. El regimiento fue creado el 23 de diciembre de 2013 durante el segundo gobierno del Presidente de Bolivia Evo Morales Ayma y actualmente se encuentra asentado en la localidad de Rurrenabaque de la provincia del General José Ballivián en el departamento del Beni.
El regimiento lleva el nombre del indígena leco Santos Pariamo, el cual combatió contra las tropas españolas en la época de la Independencia de Bolivia. En la actualidad, el regimiento pertenece a la Primera División del Ejército de Bolivia.
El objetivo de la unidad militar es resguardar la Seguridad Interna del país, así como también del departamento del Beni.